# Campeonato Mundial de Patinação Artística no Gelo de 1969
O Campeonato Mundial de Patinação Artística no Gelo de 1969 foi a quinquagésima nona edição do Campeonato Mundial de Patinação Artística no Gelo, um evento anual de patinação artística no gelo organizado pela União Internacional de Patinação (em inglês:  International Skating Union) onde os patinadores artísticos competem pelo título de campeão mundial. A competição foi disputada entre os dias 25 de fevereiro e 2 de março, na cidade de Colorado Springs, Colorado, Estados Unidos.

## Eventos
- Individual masculino
- Individual feminino
- Duplas
- Dança no gelo

## Medalhistas
| Evento                        | Ouro                                            | Prata                                                     | Bronze                                                 |
| Individual masculino detalhes | Tim Wood · Estados Unidos                       | Ondrej Nepela · Tchecoslováquia                           | Patrick Péra · França                                  |
| Individual feminino detalhes  | Gabriele Seyfert · Alemanha Oriental            | Beatrix Schuba · Áustria                                  | Zsuzsa Almássy · Hungria                               |
| Duplas detalhes               | Irina Rodnina · Alexei Ulanov · União Soviética | Tamara Moskvina · Alexei Mishin · União Soviética         | Liudmila Belousova · Oleg Protopopov · União Soviética |
| Dança no gelo detalhes        | Diane Towler · Bernard Ford · Reino Unido       | Liudmila Pakhomova · Alexander Gorshkov · União Soviética | Judy Schwomeyer · James Sladky · Estados Unidos        |

## Resultados

### Individual masculino
| Pos.              | Nome                 | Nacionalidade      | Pontos |
| ----------------- | -------------------- | ------------------ | ------ |
| Medalha de ouro   | Tim Wood             | Estados Unidos     | 9      |
| Medalha de prata  | Ondrej Nepela        | Tchecoslováquia    | 22     |
| Medalha de bronze | Patrick Péra         | França             | 27     |
| 4                 | Gary Visconti        | Estados Unidos     | 45     |
| 5                 | John Misha Petkevich | Estados Unidos     | 47     |
| 6                 | Jay Humphry          | Canadá             | 41     |
| 7                 | Günter Zöller        | Alemanha Oriental  | 68     |
| 8                 | Sergei Chetverukhin  | União Soviética    | 72     |
| 9                 | Marian Filc          | Tchecoslováquia    | 83     |
| 10                | David McGillivray    | Canadá             | 87     |
| 11                | Yuri Ovchinnikov     | União Soviética    | 97     |
| 12                | Philippe Pélissier   | França             | 106    |
| 13                | Tsuguhiko Kozuka     | Japão              | 123    |
| 14                | Jacques Mrozek       | França             | 122    |
| 15                | Günter Anderl        | Áustria            | 134    |
| 16                | Reinhard Ketterer    | Alemanha Ocidental | 142    |
| 17                | Klaus Grimmelt       | Alemanha Ocidental | 152    |
| WD                | Haig Oundjian        | Reino Unido        | —      |

### Individual feminino
| Pos.              | Nome                 | Nacionalidade      | Pontos |
| ----------------- | -------------------- | ------------------ | ------ |
| Medalha de ouro   | Gabriele Seyfert     | Alemanha Oriental  | 9      |
| Medalha de prata  | Beatrix Schuba       | Áustria            | 24     |
| Medalha de bronze | Zsuzsa Almássy       | Hungria            | 27     |
| 4                 | Julie Lynn Holmes    | Estados Unidos     | 33     |
| 5                 | Janet Lynn           | Estados Unidos     | 44     |
| 6                 | Linda Carbonetto     | Canadá             | 53     |
| 7                 | Elisabeth Nestler    | Áustria            | 62     |
| 8                 | Patricia Dodd        | Reino Unido        | 89     |
| 9                 | Eileen Zillmer       | Alemanha Ocidental | 91     |
| 10                | Elena Shcheglova     | União Soviética    | 87     |
| 11                | Kazumi Yamashita     | Japão              | 96     |
| 12                | Elisabeth Mikula     | Áustria            | 102    |
| 13                | Rita Trapanese       | Itália             | 105    |
| 14                | Galina Grzhibovskaya | União Soviética    | 127    |
| 15                | Charlotte Walter     | Suíça              | 131    |
| 16                | Keiko Miyagawa       | Japão              | 144    |
| 17                | Janet Schwarz        | Austrália          | 153    |
| WD                | Sonja Morgenstern    | Alemanha Oriental  | —      |
| WD                | Hana Mašková         | Tchecoslováquia    | —      |
| WD                | Vanessa Jackson      | África do Sul      | —      |

### Duplas
| Pos.              | Nome                                      | Nacionalidade      | Pontos |
| ----------------- | ----------------------------------------- | ------------------ | ------ |
| Medalha de ouro   | Irina Rodnina / Alexei Ulanov             | União Soviética    | 9      |
| Medalha de prata  | Tamara Moskvina / Alexei Mishin           | União Soviética    | 23     |
| Medalha de bronze | Liudmila Belousova / Oleg Protopopov      | União Soviética    | 26     |
| 4                 | Cynthia Kauffman / Ronald Kauffman        | Estados Unidos     | 36     |
| 5                 | Heidemarie Steiner / Heinz-Ulrich Walther | Alemanha Oriental  | 46     |
| 6                 | JoJo Starbuck / Kenneth Shelley           | Estados Unidos     | 50     |
| 7                 | Gudrun Hauss / Walter Häfner              | Alemanha Ocidental | 63     |
| 8                 | Melissa Militano / Mark Militano          | Estados Unidos     | 75     |
| 9                 | Brunhilde Baßler / Eberhard Rausch        | Alemanha Ocidental | 82     |
| 10                | Anna Forder / Richard Stephens            | Canadá             | 90     |
| 11                | Mona Szabo / Peter Szabo                  | França             | 94     |
| 12                | Linda Bernard / Raymond Wilson            | Reino Unido        | 109    |
| 13                | Evelyne Schneider / Wilhelm Bietak        | Áustria            | 116    |
| WD                | Liana Drahová / Peter Bartosiewicz        | Tchecoslováquia    | —      |

### Dança no gelo
| Pos.              | Nome                                    | Nacionalidade      | Pontos |
| ----------------- | --------------------------------------- | ------------------ | ------ |
| Medalha de ouro   | Diane Towler / Bernard Ford             | Reino Unido        | 7      |
| Medalha de prata  | Liudmila Pakhomova / Alexander Gorshkov | União Soviética    | 16     |
| Medalha de bronze | Judy Schwomeyer / James Sladky          | Estados Unidos     | 24     |
| 4                 | Janet Sawbridge / Jon Lane              | Reino Unido        | 27     |
| 5                 | Angelika Buck / Erich Buck              | Alemanha Ocidental | 32     |
| 6                 | Annerose Beier / Eberhard Rüger         | Alemanha Oriental  | 45     |
| 7                 | Susan Getty / Roy Bradshaw              | Reino Unido        | 51     |
| 8                 | Dana Holanova / Jaromir Holan           | Tchecoslováquia    | 63     |
| 9                 | Debbie Gerken / Raymond Tiedemann       | Estados Unidos     | 67.5   |
| 10                | Joan Bitterman / Brad Hislop            | Estados Unidos     | 74.5   |
| 11                | Donna Taylor / Bruce Lennie             | Canadá             | 72.5   |
| 12                | Mary Church / Tom Falls                 | Canadá             | 84.5   |
| 13                | Ilona Berecz / István Sugár             | Hungria            | 88     |
| 14                | Tatiana Voitiuk / Viacheslav Zhigalin   | União Soviética    | 83     |
| 15                | Edeltraud Rotty / Joachim Iglowstein    | Alemanha Ocidental | 105    |

## Quadro de medalhas
| Ordem | País              | Medalha de ouro | Medalha de prata | Medalha de bronze |    | Ordem por total |
| ----- | ----------------- | --------------- | ---------------- | ----------------- | -- | --------------- |
| 1     | União Soviética   | 1               | 2                | 1                 | 4  | 1               |
| 2     | Estados Unidos    | 1               |                  | 1                 | 2  | 2               |
| 3     | Alemanha Oriental | 1               |                  |                   | 1  | 3               |
| 3     | Reino Unido       | 1               |                  |                   | 1  | 3               |
| 5     | Áustria           |                 | 1                |                   | 1  | 3               |
| 5     | Tchecoslováquia   |                 | 1                |                   | 1  | 3               |
| 7     | França            |                 |                  | 1                 | 1  | 3               |
| 7     | Hungria           |                 |                  | 1                 | 1  | 3               |
| TOTAL | TOTAL             | 4               | 4                | 4                 | 12 | —               |